# Hietajärvi (Karesuando socken, Lappland, 756992-179782)
Hietajärvi är en sjö i Kiruna kommun i Lappland och ingår i Torneälvens huvudavrinningsområde. Sjön har en area på 0,111 kvadratkilometer och ligger 313,2 meter över havet.

## Delavrinningsområde
Hietajärvi ingår i det delavrinningsområde (757273-179842) som SMHI kallar för Mynnar i Kelojoki. Medelhöjden är 308 meter över havet och ytan är 15,29 kvadratkilometer. Det finns ett avrinningsområde uppströms, och räknas det in blir den ackumulerade arean 25,47 kvadratkilometer. Naulankijoki som avvattnar avrinningsområdet har biflödesordning 4, vilket innebär att vattnet flödar genom totalt 4 vattendrag innan det når havet efter 366 kilometer. Avrinningsområdet består mestadels av skog (43 procent) och sankmarker (54 procent). Avrinningsområdet har 0,47 kvadratkilometer vattenytor vilket ger det en sjöprocent på 3,1 procent.